# Mürsel Bakü
Mürsel Bakü (Erzurum, Imperi Otomà, 1881 - İstanbul, Turquia, 22 de setembre de 1945), és un militar turc, heroi de la Primera Guerra Mundial i Guerra d'independència turca. Mürsel Paixà va ser el general otomà que alliberà Bakú (el seu cognom significa Bakú en turc) el 1918 i el primer general de l'Exèrcit turc en entrar a Esmirna el 9 de maig de 1922, al final de la Guerra greco-turca (1919-1922). Va ser jubilat el 1938 i fou elegit diputat al Parlament turc.